# Come (gruppo musicale statunitense)
I Come sono stati un gruppo alternative rock statunitense dall forte connotazione blues rock.

## Storia
Il gruppo si è formato a Boston agli inizi degli anni '90 ed era composto dalla cantante Thalia Zedek, con una carriera già decennale alle spalle in gruppi come i Live Skull di New York, dal chitarrista Chris Brokaw, già batterista nei Codeine e suo vecchio compagno di liceo, da Arthur Johnson (batteria) e Sean O'Brien (basso) musicisti di Athens da poco arrivati a Boston.
Dopo il singolo Car/Last Mistake/Submerge per la Sub Pop dove già si sente il caratteristico suono del gruppo memore di influenze cupe di post-punk e blues di gruppi come The Birthday Party e These Immortal Souls il gruppo debutta con l'album 11:11 per la Matador.
Dopo questo primo lavoro Chris Brokaw ha lasciato definitivamente i Codeine, dedicandosi totalmente al nuovo gruppo.
Nel 1994 hanno pubblicato il secondo album Don't Ask, Don't Tell, sempre con le stesse atmosfere cupe del precedente, dove fanno capolino le due lunghe ballate che chiudono i lati del disco in vinile. Finite le registrazioni, hanno lasciato il gruppo sia Johnson che O'Brien e così per le registrazione dell'album successivo Near-Life Experience sono stati chiamati come turnisti Mac McNeilly dei Jesus Lizard, Bundy K. Brown dei Tortoise e due membri dei Rodan.
L'album successivo Gently, Down The Stream del 1998 ha visto la presenza di Winston Bramen al basso e Daniel Coughlin alla batteria.
Successivamente al 1998. Zedek e Brokaw si sono presi una lunga pausa di riflessione intraprendendo altri progetti musicali, riunendosi solo per concerti sporadici.
Nel 2022 i Come hanno annunciato la riedizione del loro album Near life experience supportandola con alcuni concerti, uno dei quali in Italia.

## Discografia
- 1992 - 11:11 (Matador Records/Placebo)
- 1994 - Don't Ask, Don't Tell (Matador Records/Beggars Banquet Records)
- 1996 - Near-Life Experience (Matador Records/Domino Records)
- 1998 - Gently, Down The Stream (Matador Records/Domino Records)